# Константув (Мазовецьке воєводство)
Константув (пол. Konstantów) — село в Польщі, у гміні Блоне Варшавського-Західного повіту Мазовецького воєводства.
Населення — 195 осіб (2011).
У 1975-1998 роках село належало до Варшавського воєводства.

## Демографія
Демографічна структура станом на 31 березня 2011 року:
|          | Загалом | Допрацездатний вік | Працездатний вік | Постпрацездатний вік |
| -------- | ------- | ------------------ | ---------------- | -------------------- |
| Чоловіки | 91      | 19                 | 61               | 11                   |
| Жінки    | 104     | 21                 | 61               | 22                   |
| Разом    | 195     | 40                 | 122              | 33                   |